# Doris Neuner
Doris Neuner (ur. 10 maja 1971 w Innsbrucku) – austriacka saneczkarka, mistrzyni olimpijska, medalistka mistrzostw świata i Europy.
Na igrzyskach olimpijskich w Albertville w 1992 roku zdobyła złoto. Na rozgrywanych dwa lata później igrzyskach w Lillehammer była dziesiąta. Na mistrzostwach świata wywalczyła cztery medale, po dwa srebrne i brązowe. Wicemistrzynią świata została indywidualnie na MŚ w Winterberg (1991) oraz w drużynie mieszanej na MŚ w Calgary (1993). Na MŚ 1993 była też trzecia w jedynkach, a na  MŚ w Lillehammer (1995) była też trzecia w drużynie. Wywalczyła także brązowy medal w drużynie na ME w Königssee (1994). W Pucharze Świata dwukrotnie zajmowała miejsce na podium klasyfikacji generalnej.
W 1992 roku została odznaczona Odznaką Honorową za Zasługi dla Republiki Austrii. Jej siostra, Angelika, również jest saneczkarką.

## Osiągnięcia

### Igrzyska olimpijskie
| Rok  | Miejsce     | Jedynki |
| ---- | ----------- | ------- |
| 1992 | Albertville | 1.      |
| 1994 | Lillehammer | 10.     |

### Puchar Świata

#### Miejsca na podium w klasyfikacji generalnej
| Sezon     | Miejsce |
| --------- | ------- |
| 1991/1992 | =3.     |
| 1992/1993 | 2.      |